# Giang Ngạn
Giang Ngạn (tiếng Trung: 江岸区, Hán Việt: Giang Ngạn khu) là một quận của thành phố Vũ Hán (武汉市), thủ phủ tỉnh Hồ Bắc, Cộng hòa Nhân dân Trung Hoa. Diện tích quận này là 64,24 km², trong đó có 33,54 km² là đất nông thôn. Quận này giáp các quận: Hoàng Pha (đông), Vũ Xương (nam), Hồng Sơn (nam), Giang Hán (tây) và Đông Tây Hồ (bắc). Tổng dân số là 788.609（2004）, có người Hán, người Hồi, Mãn Châu, Mông Cổ, Choang, Miêu… tất cả 23 dân tộc. Quận này có 16 nhai đạo và một hương, 158 ủy ban xã khu cư và 27 ủy ban thôn.